# 皇龍騎士團
《皇龍騎士團》是日本漫畫家押上美貓的作品之一。台灣版原由大然文化所代理，大然倒掉後，約過兩年後才由青文出版社重新取得代理版權。

## 登場人物
以下採用大然版譯名

### 主角
拉斯‧伊流薩（聲優：關智一、石川英郎）
第1冊時以火龍騎士的身分登場。興趣為殺魔物。為龍帝的後繼者。原持有火龍「炎」，後為光龍「神」。真實身分為已滅亡的東方大陸的魔王。最後，成為新任龍帝。
倫恩（聲優：緒方惠美）
水龍騎士。原為精靈族。持有水龍「河伯」。最後，成為白符龍官。
沙茲（聲優：小野坂昌也）
地龍騎士。原為人類盜賊。持有地龍「陸」。最後，成為青符龍官。
西希雅（聲優：冬馬由美、今井由香）
食人魔女的養女。使用風魔法。擁有至真的龍之眼。最後，成為龍妃。

### 龍族
力庫雷恩（聲優：三木真一郎）
龍帝陛下，原持有光龍「神」。其血液對一般人是劇毒。
蕾伊絲麗娜
龍妃。原持有「龍之眼」。曾被納迪魯奪走「龍之眼」並施以詛咒，導致無法產下龍帝的繼承人。
盧渥克（聲優：高木涉）
黄之龍官。最後和女龍官-希魯娜絲拉在一起。
亞路斐濟
白之龍官。之後被納迪魯殺害，導致喪命。最後和死之妖精「莉魔」在一起。
凱伊斯坦（聲優：綠川光）
青之龍官。被邪惡西希雅灑到「復活之水」導致全身潰爛，最後將生命力讓給拉斯。
德賽烏斯
黑之龍官。原為魔物，敵營的薩伊德曼和薩伊蕾登為其弟妹。最後與女盜賊-琪喬露在一起。

### 魔族
納迪魯（聲優：置鮎龍太郎）
西方大陸的魔王。原持有「風龍」，是風龍騎士。為了提昇力量，將風龍吃下了。
薩伊德曼
敵營的參謀之一。「德賽烏斯」的弟弟。
薩伊蕾登
參謀之二。「德賽烏斯」的妹妹。
菲德路達
火之魔物。
吉爾
原為被薩伊德曼及薩伊蕾登飼養於魔壯山上的魔物。實際上是真正的火龍騎士，後為龍族，持有火龍「炎」。
比亞雷斯
西希雅的青梅竹馬。原為魔物，後來意外自拉斯身上取得「紅龍珠」，變成「赤符龍官」。
佐馬
本是魔族，後與西希雅一同加入龍族。原為不會走的半鳥類魔物，之後進入拉斯體內和大鳥融合。最後實現與拉斯的約定，成為拉斯的「替身」。
莉姆‧卡娜
原為魔物，後因任務失敗，導致魔力被收回。經由倫恩及婷恩多蕾多注入「至善力」變成精靈族。擁有婷恩多蕾多的記憶。
伊流薩
冰獸。不畏龍帝的血液。是拉斯‧伊流薩的第一個軀體，之後被納迪魯奪走。
庫流嘉
雪獸。不畏龍帝的血液。為了保護西希雅而喪命，是拉斯‧伊流薩的第二個軀體。
卡魯
蒼生魔王。是東方大陸「阿利那斯」上其中一個魔王。

### 精靈族
婷恩多蕾多（聲優：岡村明美）
精靈族的公主。倫恩的戀人。
蕾露德
在香德里當占卜師的精靈族。後來被接到龍城。最後和沙茲在一起。
林格里斯
被魔物抓住的精靈族，之後與前往找尋「三樣祕寶」的沙茲和琪喬露一起冒險。
祥、花城、雅
跟在野廣身邊的小精靈。

### 人類
琪喬露
女盜賊，沙茲的前任搭檔。龍帝的人類友人。受龍帝的請託，與沙茲前去尋找「三種祕寶」。最後和德賽烏斯在一起。
野廣（聲優：上田祐司）
擁有「至善力」的男子。與3個精靈族一同尋找「單翼天使」。
老闆
酒館的老闆。知識非常豐富。是沙茲及琪喬露的朋友。
葛魯法克西
跟在卡魯身邊使用灰來防禦跟攻擊的人類。有潔癖，擅長做家事。

### 其他
天星公主

登場於風龍篇，交給西希雅風幻之仗的人。
有人認為是未來的龍妃（原作沒明顯說出）。能夠明顯感受到他人的感情，特別是對於負面情感的承受度低
グリンフィッシュ

同樣登場於風龍篇，天星公主的守護人。有人認為是未來的龍帝派來守護未來龍妃的角色。對於本篇即將發展的事態相當瞭解

## 外部連結
- （日語）http://www.shinshokan.jp/search_c.php?src_search_text=&src_data_name=%E3%83%89%E3%83%A9%E3%82%B4%E3%83%B3%E9%A8%8E%E5%A3%AB%E5%9B%A3&src_author_name=&src_ilst_name=&src_isbn_cd=&src_kankou_ym_y=&src_kankou_ym_m=&act=&act=src （页面存档备份，存于）